# 89 Водолея
89 Водолея (лат. 89 Aquarii), c³ Водолея (лат. c³ Aquarii) — двойная звезда в созвездии Водолея на расстоянии (вычисленном из значения параллакса) приблизительно 353 световых лет (около 108 парсеков) от Солнца. Видимая звёздная величина звезды — +4,8m. Возраст звезды оценивается как около 320 млн лет. Орбитальный период — около 201 года.

## Характеристики
Первый компонент (HD 218640) — жёлтый гигант или яркий гигант спектрального класса G8III+ или G3II. Масса — около 2,9 солнечных, радиус — около 17,21 солнечных, светимость — около 285,99 солнечных. Эффективная температура — около 5799 К.
Второй компонент (HD 218641) — белая звезда спектрального класса A4:III: или A2V. Масса — около 2 солнечных. Эффективная температура — около 8912 К. Удалён на 0,1843 угловых секунд.